# Jacob Bjerregaard
 Der er for få eller ingen kildehenvisninger i denne artikel, hvilket er et problem. Du kan hjælpe ved at angive troværdige kilder til de påstande, som fremføres i artiklen.

Jacob Bjerregaard Jørgensen (født 14. juni 1977 i Sønderborg) er en dansk lobbyist og tidligere politiker. Han var borgmester i Fredericia Kommune fra 2014 til 2020, valgt for Socialdemokratiet. Indtil da havde han været folketingsmedlem fra 2011-2013 og tidligere forbundsformand for Danmarks Socialdemokratiske Ungdom (DSU) i perioden fra 2004-2008. 

## Baggrund og privatliv
Jacob Bjerregaard er opvokset i Sønderborg og på Bornholm. Han blev student fra Bornholms Amtsgymnasium i 1997 og er bachelor i offentlig forvaltning fra Roskilde Universitet i 2003 samt kandidat i statskundskab fra Københavns Universitet. Ved siden af studierne arbejdede han i Socialdemokraternes analyse- og informationsafdeling.
Senere arbejdede han som politisk rådgiver i HK samt pressekonsulent i Metropol, mens han sideløbende hermed underviste i International økonomi på Niels Brock samt gæsteforelæste på Københavns Universitet i politologi.
Han har i flere år dannet par med Lotte Cederskjold. De blev gift i 2015. Lotte Cederskjold sad i Århus Byråd for Socialdemokraterne i flere år, hvor hun blandt andet var politisk ordfører og formand for ligestillingsudvalget.

## Politisk karriere
I 2002 blev han formand for DSU på Nørrebro, hvorefter han blev kommune- og kredsformand for DSU i Københavns Kommune og Københavns Amt. Det var han frem til juni 2004. Maj samme år blev han valgt som forbundsformand for DSU, en post han bestred indtil april 2008, idet han som 30-årig var faldet for aldersgrænsen.
I november 2006 blev han valgt som Socialdemokraternes folketingskandidat i Utterslevkredsen.
I 2008 blev han stillet op til Folketinget i Fredericia-kredsen, storkreds Sydjylland. Her bor Jacob Bjerregaard nu også.
I 2011 blev Jacob Bjerregaard valgt ind i Folketinget fra Fredericia-kredsen med knap 8000 personlige stemmer – og 5.000 listestemmer.
Jacob Bjerregaard blev i 2011 Socialdemokraternes udlændinge- og integrationsordfører.
2009-2014 var Jacob Bjerregaard medlem af bestyrelsen for Landsforeningen af VæreSteder.
Ved kommunalvalget 2013 blev Jacob Bjerregaard valgt til kommunalbestyrelsen i Fredericia Kommune og borgmester fra 1. januar 2014.

### Afgang som borgmester
8. december 2020 meddelte Jacob Bjerregaard, at han trak sig som borgmester efter syv år, da han havde fået tilbudt job som direktør for kommunikations- og reklamebureauet Advice i København.
Efter Ekstra Bladet de følgende dage skrev om, at Fredericia-borgmesteren og hans kone skulle have købt en privat husgrund på kant med loven, meddelte Jacob Bjerregaard 10. december, at han alligevel ikke ville tage imod jobbet som direktør for Advice. Ekstra Bladet skrev dagen efter, at borgmesteren også havde påvirket havneselskabet ADP A/S, som Fredericia kommune ejer 89 % af, og hvor Jacob Bjerregaard er næstformand i bestyrelsen, til at ansætte hans kone i en chefstilling.
Bjerregaard meddelte først, at han ville stoppe som borgmester 31. januar 2021. men borgmesterskiftet blev fremrykket til 1. januar 2021. Han blev afløst på posten af partifællen Steen Wrist.

## Senere karriere
I dag er Bjerregaard ansat i den politiske rådgivnings- og lobbyvirksomhed GRACE Public Affairs.